# Puiga
Puiga – wieś w Estonii, w prowincji Võru, w gminie Võru. 